# Heteromormyrus pauciradiatus
Heteromormyrus
Genre
Genre
Heteromormyrus pauciradiatus, unique représentant du genre Heteromormyrus, de poissons d'eau douce de la famille des Mormyridae.

## Répartition
Heteromormyrus pauciradiatus est endémique des rivières côtières d'Angola,.

## Description
Heteromormyrus pauciradiatus peut mesurer jusqu'à 100 mm de longueur totale.

## Systématique
L'espèce Heteromormyrus pauciradiatus a été décrite pour la première fois en 1866 par le zoologiste autrichien Franz Steindachner (1834-1919) sous le protonyme Mormyrus (Heteromormyrus) pauciradiatus avec, par conséquent, Heteromormyrus considéré comme un sous-genre de Mormyrus. Heteromormyrus est désormais considéré comme un genre à part entière.
Heteromormyrus pauciradiatus a pour synonymes :
- Marcusenius pauciradiatus (Steindachner, 1866)
- Mormyrus pauciradiatus Steindachner, 1866
- Pollimyrus pauciradiatus (Steindachner, 1866)

Heteromormyrus pauciradiatus Steindachner 1866 paucus (L.), few; radiatus (L.), rayed, referring to significantly fewer dorsal and anal fin rays compared to the similarly round-nosed Mormyrus (=Cyphomyrus) discorhynchus, its presumed congener at the time

## Étymologie
Le nom générique, Heteromormyrus, composé du préfixe grec ancien ἕτερος, héteros, « autre », et reprenant le nom générique Mormyrus, a été construit pour signaler la différence de cette espèce qui présente une nageoire anale plus longue que sa dorsale, caractéristique que ne présentaient pas les autres espèces de Mormyrus connues alors.
L'épithète spécifique, du latin pauci, « peu », et radiatus, « rayon », fait référence au faible nombre de rayons des nageoires dorsale et anale comparativement à l'espèce Mormyrus discorhynchus qui était alors considérée comme une espèce apparentée.

## Publication originale
- (de) Franz Steindachner, « Ichthyologische Mittheilungen », Verhandlungen der kaiserlich-königlichen zoologisch-botanischen Gesellschaft in Wien, Vienne, vol. 16,‎ 1866, p. 761-796 (ISSN 1025-4749, lire en ligne, consulté le 17 août 2023).